# Aculnahuacatl Tzaqualcatl
Aculnahuacatl Tzaqualcatl (? - ca. 1430) foi o primeiro tlatoani (dirigente) do altépetl (estado étnico) tepopano precolombino de Tlacopan no Vale de México. Era filho de Tezozomoc, governante de Azcapotzalco, que o instalou como dirigente de Tlacopan. Casou-se com Tlacochcuetzin, filha de Tlacacuitlahuatzin, governante de Tiliuhcan, e teve dois filhos: Coauoxtli e Oquetzal.
Aculnahuacatl Tzaqualcatl fazia parte de uma coalizão para expulsar ou exterminar a então tribo nômade Mexica.